# Convención Nacional Liberacionista de 2017
La Convención Nacional Liberacionista del 2 de abril de 2017 fue una elección primaria mediante la cual los partidarios del Partido Liberación Nacional, primera fuerza de oposición en Costa Rica seleccionarán a su candidato presidencial para las Elecciones presidenciales de Costa Rica de 2018. Se inscribieron cuatro candidatos; el expresidente de la República José María Figueres Olsen, el exministro y presidente de la Asamblea Legislativa Antonio Álvarez Desanti, el diputado y locutor de radio Rolando González Ulloa y el exdiputado Sigifredo Aiza Campos.
El vencedor fue Desanti con alrededor del 45% de los votos, seguido de cerca por el expresidente Figueres. Votaron en la elección 431.438 partidarios, una reducción respecto al proceso pasado que tuvo 550.000. El proceso se vio empañado por mutuas acusaciones de fraude electoral entre los dos precandidatos mayoritarios.

## Precandidatos
- Antonio Álvarez Desanti: empresario y abogado, ha sido presidente ejecutivo de Fertica y el CNP, ministro de Agricultura y Ganadería y luego de Gobernación en la administración Monge Álvarez, dos veces diputado y presidente legislativo, precandidato presidencial del Partido en las primarias de 2001 donde fue derrotado por Rolando Araya. Fue candidato presidencial por el partido personalista Unión Para el Cambio en las elecciones de 2006.
- Sigifredo Aiza Campos: médico y dirigente guanacasteco, diputado por la provincia de Guanacaste en los períodos 1990-1994 y 2002-2006.
- José María Figueres Olsen: expresidente de la república (1994-1998), además fue presidente del Instituto Costarricense de Ferrocarriles y ministro de Comercio Exterior y Agricultura y Ganadería, hijo del caudillo José Figueres Ferrer.
- Rodolfo González Ulloa: dos veces diputado por Alajuela en los períodos 1994-1998 y 2014-2018, dirige el programa radial de política y crítica al gobierno La Hora que Ortiga.

Retirados: el exdiputado afrocostarricense Clinton Cruickshank Smith retiró su precandidatura alegando carencia de fondos suficientes, asimismo el abogado Enrique Rojas Franco se retiró de la contienda asegurando que era muy poco conocido.

## Historia
Figueres oficializó su precandidatura el 2 de abril de 2016. Tras diversos encuentros con el expresidente Arias quien le instó a que ambos depusieran sus aspiraciones por un candidato de consenso, Figueres declinó asegurando que iría hasta el final con su precandidatura. El expresidente Óscar Arias Sánchez se rumoreó por un tiempo como posible aspirante pero el 19 de septiembre de 2016 en cadena nacional anunció que no se postularía y que hacía un llamado a una renovación generacional de liderazgo. Desanti anunció su precandidatura en redes sociales el 10 de noviembre de 2016 recibiendo poco después la adhesión del expresidente Arias, su hermano Rodrigo Arias, así como el alcalde de San José y previo candidato presidencial Johnny Araya Monge. Figueres por su parte obtuvo el respaldo de exprecandiato y exministro de Seguridad Fernando Berrocal. 

## Debates
Distintos debates entre los cuatro precandidatos fueron organizados tanto por entes privados como la Unión de Cámaras y la ULACIT como por televisoras nacionales, siendo los más vistos el de Canal 7 el sábado 25 de marzo y el de Repretel el miércoles 29, las dos televisoras más vistas del país. Durante los debates Aiza se proclamó a sí mismo como el candidato socialdemócrata y acusó al partido de haber dejado atrás los principios del socialismo democrático, asegurando que otros precandidatos, pero especialmente Desanti, formaban parte de la ideología «neoliberal» y de la «acumulación de la riqueza».  Desanti por su parte aseguró que el país no debía «girar a la izquierda» (en referencia a Aiza) sino promover la inversión privada.  González aseguró no ser parte de «la élite» como sus contrincantes y ser de origen humilde, así como criticó a Desanti por decir que no querría a Figueres o a Aiza en su equipo de ganar la convención, a quienes descalificaba por «corrupto» y «chavista» respectivamente.  Situaciones tensas también se dieron entre Figueres y Desanti ante las mutuas acusaciones a raíz del juicio ICE-Alcatel.

## Controversias
Durante uno de los debates organizado por el Canal 13, de propiedad estatal, los precandidatos conversaron entre sí sin saber que los micrófonos se encontraban abiertos, y se pusieron de acuerdo sobre los temas a tratar en el debate. Desanti sugirió usar el espacio para atacar al partido oficialista Acción Ciudadana, a lo que concuerda Figueres. Aiza por su parte reconoció en ese momento que el gobierno «no está tan mal».
La noche del 2 de abril, en medio de la lenta transmisión de los resultados de la convención el Tribunal de Elecciones Internas del PLN decidió suspender el conteo. Esto provocó que Figueres y Desanti protagonizaran una polémica en televisión al respecto. Figueres aseguró que él había resultado ganador y que eso se aclararía en la mañana, a lo que Desanti respondió airadamente alertando que no permitirían que ningún tipo de fraude electoral se llevara a cabo. Por la polémica, el Tribunal continuó el conteo y al mediodía del día siguiente, con nuevos resultados oficiales a la mano, Figueres reconoció la derrota.
El 8 de mayo, sin que aún se conocieran los resultados oficiales sobre los procesos distritales y de movimientos, el expresidente José María Figueres denunció que en varias juntas receptoras hubo "chorreo de votos", es decir, se metieron a las urnas de forma ilegal papeletas a favor de una u otra tendencia.
“En muchas mesas y particularmente en algunos cantones es evidente que se dio un chorreo de votos”, dijo Figueres en un mensaje de WhatsApp que fue filtrado a la prensa y dado a conocer la noche del lunes por Telenoticias, replicado posteriormente por el resto de medios. Mario Quirós, quien era el jefe de campaña de Figueres confirmó la veracidad del mensaje.
En respuesta a las acusaciones, Antonio Álvarez Desanti anunció que cancelaría la reunión que tenía programada con Figueres para la mañana del día siguiente, y hasta que el Tribunal de Elecciones Internas emitiera los resultados de las elecciones internas. Minutos más tardes de ese anuncio, el expresidente convocó a una conferencia de prensa a la mañana siguiente.

## Reacciones
Aiza y González reconocieron la derrota inmediatamente al darse los primeros resultados. Figueres por su parte aseguró que esperaría al día siguiente por cuanto datos de su tendencia le auguraban el triunfo. Tras una encandalidada polémica televisiva entre él y Desanti en la que Desanti lanzó dudas sobre posible manipulación de votos, Figueres reconoció la derrota al día siguiente y felicitó a Desanti.

## Encuestas
| Opiniones favorables        | Opiniones favorables | Opiniones favorables    | Opiniones favorables | Opiniones favorables   | Opiniones favorables | Opiniones favorables | Opiniones favorables     |
| Fecha                       | Encuestadora         | Antonio Álvarez Desanti | José María Figueres  | Rolando González Ulloa | Sigifredo Aiza       | Óscar Arias Sánchez  | Roberto Thompson Chacón* |
| --------------------------- | -------------------- | ----------------------- | -------------------- | ---------------------- | -------------------- | -------------------- | ------------------------ |
| Mayo de 2016                | CIEP-UCR             | No incluido             | 37%                  | No incluido            | No incluido          |                      | No incluido              |
| Octubre a noviembre de 2016 | CIEP-UCR             | 55%                     | 38%                  | No incluido            | No incluido          | 61%                  | No incluido              |
| Febrero de 2016             | Cid Gallup           | 35%                     | 38%                  | No incluido            | No incluido          | 62%                  | No incluido              |
| Diciembre de 2016           | OPol Consultores     | 50%                     | 26%                  | 50%                    | No incluido          | 67%                  | 52%                      |
| Febrero de 2017             | OPol Consultores     | 51%                     | 17%                  | 29%                    | No incluido          | 62%                  | 69%                      |

Intención de voto en la convención del Partido Liberación Nacional
| Fecha                                                 | Encuestadora         | Antonio Álvarez Desanti | José María Figueres | Rolando González Ulloa | Sigifredo Aiza | Óscar Arias Sánchez | Roberto Thompson Chacón* | Ninguno |
| ----------------------------------------------------- | -------------------- | ----------------------- | ------------------- | ---------------------- | -------------- | ------------------- | ------------------------ | ------- |
| Septiembre a octubre de 2016                          | Enfoques de Opinión  | 15%                     | 38%                 | -                      | -              |                     | 8%                       | -       |
| Septiembre a octubre de 2016                          | Rodríguez y Espinosa | 32%                     | 39%                 | 5%                     | -              | 61%                 | 10%                      | -       |
| Noviembre 2016 (Nacional, todos los precandidatos)    | Cid Gallup           | 24%                     | 21%                 | 5%                     | -              | 62%                 | -                        | 46%     |
| Noviembre 2016 (Partidarios, todos los precandidatos) | Cid Gallup           | 30%                     | 43%                 | 1%                     | -              | 67%                 | -                        | 23%     |
| Noviembre 2016 (Nacional, sin González)               | Cid Gallup           | 31%                     | 20%                 | -                      | -              | 62%                 | -                        | 47%     |
| Noviembre 2016 (Partidarios, sin González)            | Cid Gallup           | 35%                     | 44%                 | -                      | -              | -                   | -                        | 18%     |
| Noviembre 2016 (Nacional, sin Desanti)                | Cid Gallup           | -                       | 23%                 | 15%                    | -              | -                   | -                        | 59%     |
| Noviembre 2016 (Partidarios, sin Desanti)             | Cid Gallup           | -                       | 49%                 | 12%                    | -              | -                   | -                        | 32%     |
| Febrero de 2017 (Partidarios)                         | OPol Consultores     | 42%                     | 26%                 | 3%                     | 2%             | -                   | -                        | 27%     |
| 7 al 11 de marzo de 2017                              | Demoscopia           | 45,4%                   | 19,8%               | 6%                     | 3,1%           | -                   | -                        | -       |